# Polysarcus denticauda
Polysarcus denticauda је врста инсекта из реда правокрилаца (Ortopthera) и породице Tettigoniidae.

## Опис
Основна боја варира од зеленкасто сиве до тамнозелене. Врло тамни мужјаци јављају се нарочито у случају велике густине популације. Често се низ леђа спуштају две светле линије.. Мала, жућкаста крила углавном су скривена испод пронотума код оба пола. На другом леђном сегменту мужјак има брадавичасту смеђу жлезду. Антене су мање од дужине тела, а предње ноге краће од пронотума. Дужина тела код мужјака износи од 27 до 47 мм, а код женки 28-45 мм. 

## Распрострањеност
Врста је забележена на подручју Албанијe, Аустријe, Боснe и Херцеговинe, Бугарскe, Хрватскe, Чешкe, Францускe, Немачкe, Грчке, Мађарске, Италије, Црне Горе, Северне Македоније, Пољске, Румуније, Србије, Словачке, Словеније, Шпаније, Швајцарске, Турске, Украјине. У Србији је честа врста, изузетак је север земље за који постоји мали број података. 

## Биологија
Адулти се јављају од априла до септембра. Јаја презимљавају у тлу најмање два пута. Ова врста се углавном храни зељастим биљкама. 

## Статус заштите
Према IUCN врста је сврстана у категорију LC - таксон за који постоји мали ризик од изумирања. 

## Синоними
- Barbitistes denticauda Charpentier, 1825
- Orphania lixoniensis Saulcy, 1887